# Територія обману
«Територія обману» — програма споживацьких розслідувань на каналі 1+1. Виходить з 18 червня 2012 року. Ведучий — Олексій Душка.

## Формат
Програму готує департамент журналістських розслідувань каналу 1+1. За словами розробників, мета «Території обману» — підвищити обізнаність людей, змусити виробників виготовляти якіснішу продукцію та підняти загальну культуру споживання.
Кожен випуск програми присвячений окремому дослідженню. Журналісти перевіряють якість продуктів або послуг і розповідають про небезпеки, що криються за яскравими обгортками та дорогою рекламою. «Територія обману» залучає до своїх розслідувань експертів, а також звичайних споживачів.

Кожен випуск програми триває близько 45 хвилин.

### Як готують програму
Журналісти обирають тему для розслідування — наприклад, якість певного продукту, як то м'ясо, молоко, побутова хімія чи навіть бензин. Після цього разом з експертами з'ясовують, яку саме небезпеку несуть ці продукти споживачам.
Наступним етапом є спілкування з виробниками. «Територія обману» розсилає офіційні запити одразу декільком виробникам — журналісти просять показати процес виробництва, а також вимагають конкретних відповідей на конкретні питання.
«Територія обману» також показує реальних людей, що постраждали через погану якість певних продуктів. Люди розповідають, де і коли купили цей продукт, а також про жахливі наслідки — отруєння, хвороба тощо.
В програмі журналісти розповідають, як відрізнити якісну продукцію від неякісної.